# حي السد (الدوحة-قطر)
السد هو حي يقع في الدوحة عاصمة دولة قطر، والحي يحوي منازل لمئات الأسر والمساكن.
الإحداثيات: "00'16°25 شمالا "60'28°51 شرقا

## المعالم الشهيرة في الحي
- فندق جراند ريجنسي
- سنتربوينت مول، المعروف أيضا باسم الأصمخ مول
- مركز اللولو
- مستشفى الرميلة
- رويال بلازا
- السد بلازا

## الرياضة في المدينة
الأندية: نادي السد الرياضي
الملاعب: إستاد جاسم بن حمد بنادي السد